# Asterostemma
Asterostemma là chi thực vật có hoa trong họ Apocynaceae.

## Các loài
- Asterostemma repandum Decne., 1838